# ناینپوینتس (پنسیلوانیا)
ناینپوینتس (به انگلیسی: Ninepoints) یک منطقهٔ مسکونی در ایالات متحده آمریکا است که در شهرستان لنکستر، پنسیلوانیا قرار دارد. ناینپوینتس ۲۱۷٫۹۳ متر بالاتر از سطح دریا واقع شده‌است.